# Associazione Italiana per il Kyudo
La Associazione Italiana per il Kyudo (AIK) nasce nel 1981. L'AIK è l'unico ente italiano riconosciuto dagli organismi internazionali: la federazione europea (EKF - European Kyudo Federation) e internazionale (IKYF - International Kyudo Federation).
La pratica del kyudo iniziò in Italia, negli anni ottanta, a Milano e a Roma per poi espandersi, negli anni successivi, in diverse altre città italiane. Oggi l'A.I.K. conta 17 gruppi affiliati e 84 membri graduati.